# 말로는 다 할 수 없어, 미소를 보여줘
《말로는 다 할 수 없어, 미소를 보여줘》(言葉にならない、笑顔を見せてくれよ 고토바니나라나리, 에가오오미세테쿠레요[*])는 쿠루리가 2010년 9월 8일에 발매한 9번째 정규 음반이다.
《Team Rock》 이후 처음으로, 무려 9년 만에 모든 곡이 일본에서 녹음된 음반이다. 사전 제작은 멤버의 고향인 교토에서 시작되었다. 2010년 1월 중순에 제작을 시작했으며 3월 초에 완성했다. 객원 드러머 bobo와 세 명이서 작업하였으며, 단순한 3인조 편성을 기반으로 제작되었다.
또 이번 음반은 멤버가 아닌 인물이 작사에 참여한 첫 음반이다.
한정판에는 〈마법의 융단〉, 〈셔츠를 씻으면〉의 뮤직 비디오와 쿠루리의 역대 히트곡 뮤직 비디오 및 출고 영상이 무작위로 재생되는 《말로는 다 할 수 없는 Disc》가 포함된 특별 사양으로 제작되었다.

## 수록곡
| #   | 제목                                                      | 재생 시간 |
| --- | --------------------------------------------------------- | --------- |
| 1.  | 〈무제〉 (無題)                                           |           |
| 2.  | 〈사요나라 아메리카〉 (さよならアメリカ)                  |           |
| 3.  | 〈도쿄 레레레의 레〉 (東京レレレのレ)                     |           |
| 4.  | 〈눈알 아버지〉 (目玉のおやじ)                            |           |
| 5.  | 〈온천〉 (温泉)                                           |           |
| 6.  | 〈마법의 융단〉 (魔法のじゅうたん)                        |           |
| 7.  | 〈셔츠를 빨면〉 (シャツを洗えば)                          |           |
| 8.  | 〈Combat Dance〉 (コンバット・ダンス)                     |           |
| 9.  | 〈Fire〉 (FIRE)                                           |           |
| 10. | 〈개와 베이비〉 (犬とベイビー)                            |           |
| 11. | 〈돌, 구르고 있으면 좋잖아〉 (石、転がっといたらええやん) |           |
| 12. | 〈보리차〉 (麦茶)                                         |           |